# جيم كامبل (لاعب كرة قاعدة أمريكي)
جيم كامبل (بالإنجليزية: Jim Campbell)‏ هو لاعب كرة قاعدة أمريكي، ولد في 19 مايو 1966 في سانتا ماريا في الولايات المتحدة.

## وصلات خارجية
- جيم كامبل (لاعب كرة قاعدة أمريكي) على موقعبيزبول رفرنس.كوم (الدوري الرئيسي) (الإنجليزية)